# Laundry Service
«Laundry Service» (укр. «Пральня») — п'ятий альбом колумбійської співачки Шакіри, виданий 29 вересня 1999 року лейблом Epic Records.
Співачка записувала цей альбом протягом майже 2 роки в Уругваї і на Багамських островах. Музично альбом складається з різних жанрів і культур. Назва «Пральня» означає, коли люди відмивають від бруду тіло, те ж саме можна сказати і про душу — пісні, як мило для відмивання негативної енергії. Цей альбом завоював безліч нагород по всьому світу, в тому числі нагород Latin Grammy в категорії Найкраще музичне відео. «Whenever, Wherever» (іспанською Suerte), став першим синглом з альбому, він вийшов в Колумбії і Сполучених Штатах в кінці серпня 2001 року і відразу ж став номером один. Наступні сингли: «Underneath Your Clothes», «(Objection) Tango», «The One» теж стали хітами. На підтримку альбому Шакіра вирушила у світове турне «Tour of the Mongoose» (укр. «Тур Мангуста») побувавши в Сан-Дієго, Маямі, Торонто, Лондоні, Лас-Вегасі, Мілані, Мадриді, Роттердамі та в інших містах.

## Список композицій
Laundry Service
| #   | Назва                          | Автор                                    | Тривалість |
| --- | ------------------------------ | ---------------------------------------- | ---------- |
| 1.  | «Objection (Tango)»            | Shakira                                  | 3:42       |
| 2.  | «Underneath Your Clothes»      | Shakira, Lester Mendez                   | 3:44       |
| 3.  | «Whenever, Wherever»           | Shakira, Tim Mitchell, Глорія Естефан    | 3:16       |
| 4.  | «Rules»                        | Shakira, L. Mendez                       | 3:39       |
| 5.  | «The One»                      | Shakira, Glen Ballard                    | 3:42       |
| 6.  | «Ready For The Good Times»     | Shakira, L. Mendez                       | 4:13       |
| 7.  | «Fool»                         | Shakira, Brendan Buckley                 | 3:50       |
| 8.  | «Te Dejo Madrid»               | Shakira, T. Mitchell, G. Noriega         | 3:06       |
| 9.  | «Poem To A Horse»              | Shakira, Luiz F. Ochoa                   | 4:06       |
| 10. | «Que Me Quedes Tú»             | Shakira, Luiz F. Ochoa                   | 4:47       |
| 11. | «Eyes Like Yours (Ojos Así)»   | G. Estefan, Shakira, J. Garza, P. Flores | 3:56       |
| 12. | «Suerte (Whenever, Wherever)»  | Shakira, T. Mitchell                     | 3:16       |
| 13. | «Te Aviso, Te Anuncio (Tango)» | Shakira                                  | 3:43       |

Servicio de Lavandería
| #   | Назва                          | Автор                                    | Тривалість |
| --- | ------------------------------ | ---------------------------------------- | ---------- |
| 1.  | «Suerte (Whenever, Wherever)»  | Shakira, T. Mitchell                     | 3:16       |
| 2.  | «Underneath Your Clothes»      | Shakira, Lester Mendez                   | 3:44       |
| 3.  | «Te Aviso, Te Anuncio (Tango)» | Shakira                                  | 3:42       |
| 4.  | «Que Me Quedes Tú»             | Shakira, L. F. Ochoa                     | 4:46       |
| 5.  | «Rules»                        | Shakira, L. Mendez                       | 3:39       |
| 6.  | «The One»                      | Shakira, Glen Ballard                    | 3:42       |
| 7.  | «Ready For The Good Times»     | Shakira, L. Mendez                       | 4:13       |
| 8.  | «Fool»                         | Shakira, Brendan Buckley                 | 3:50       |
| 9.  | «Te Dejo Madrid»               | Shakira, T. Mitchell, G. Noriega         | 3:07       |
| 10. | «Poem To A Horse»              | Shakira, L. F. Ochoa                     | 4:06       |
| 11. | «Eyes Like Yours (Ojos Así)»   | G. Estefan, Shakira, J. Garza, P. Flores | 3:56       |
| 12. | «Whenever, Wherever»           | Shakira, Глорія Естефан, Tim Mitchell    | 3:17       |
| 13. | «Objection (Tango)»            | Shakira                                  | 3:42       |

## Сингли альбому
- «Whenever, Wherever» / «Suerte» (18 грудня 2001)
- «Underneath Your Clothes» (18 березня 2002)
- «Te Dejo Madrid» (24 квітня 2002)
- «Objection (Tango)» / «Te Aviso, Te Anuncio (Tango)» (12 червня 2002)
- «Que Me Quedes Tú» (15 серпня 2002)
- «The One» (8 жовтня 2002)

## Нагороди
Latin Grammy Awards
- Нагорода Найкращого Музичного Відео — для «Suerte».

Premio MTV Latinoamérica
- Кліп року — «Suerte» (2002)

RitmoLatino music awards
- Найкращий Кліп — «Whenever Wherever» (2002)

MuchMusic Video Awards
- Найкращий міжнародний артист — «Whenever, Wherever» (2002)
- Найкраще відео — «Whenever, Wherever» (2002)

MTV Video Music Awards
- Найкращий міжнародний артист Латинської Америки-„Suerte“ (2002)

NRJ Music Awards
- Пісня року «Whenever, Wherever» (2002)
- Альбом року (2002)

Premios Oye
- Латинську альбом -Laundry Service
- Найкращий Американський альбом:Laundry Service